# Jürgen Helfricht
Jürgen Helfricht (* 1963 in Dresden) ist ein deutscher Publizist, Medizin- und Astronomiehistoriker.

## Leben
Helfricht war Schüler der Dresdner Kreuzschule und studierte von 1985 bis 1989 Journalistik an der Universität Leipzig. Er war kurz Chefredakteur der Fachzeitschrift Astronomie und Raumfahrt und arbeitet seit 1991 bei der Axel Springer SE, seit 1993 als Chefreporter für die Lokalredaktion Dresden der Bild-Zeitung. Das Medien-Watchblog Bildblog kritisierte wiederholt Artikel von Helfricht.
2004 wurde er an der Palacký-Universität Olmütz mit einer medizinhistorischen Arbeit promoviert (Der Pionier der Naturheilbewegung Vincenz Prießnitz 1799–1851 und die Rezeption seiner Hydrotherapie im deutschsprachigen Raum bis 1918), die vom Direktor des Instituts für Geschichte der Medizin der TU Dresden betreut wurde. Für das im Matthiesen-Verlag (Verlagsgruppe Husum) publizierte Werk verlieh ihm der Deutsche Naturheilbund zum 125. Verbands-Jubiläum 2014 die „Prießnitz-Medaille“.
2022 wurde Helfricht aufgrund seiner wissenschaftlichen Leistungen zum ordentlichen Mitglied der Naturwissenschaftlichen Klasse der Sudetendeutschen Akademie der Wissenschaften und Künste berufen.
Das Medienblog Übermedien veröffentlichte am 1. Dezember 2023 die Ergebnisse einer Recherche, wonach Helfricht im Jahr 2018 an der Veröffentlichung des russlandfreundlichen Buches „Russland lieben lernen“ als Co-Autor von Hans-Joachim Frey beteiligt war und für dessen russische Ausgabe Wladimir Putin das Vorwort verfasst hatte. Frey selbst hatte von Putin im Jahr 2023 den Orden der Freundschaft verliehen bekommen und sich mit den Worten bedankt: „Ich stehe an der Seite Russlands“. Der Springer-Verlag entschied daraufhin, Helfricht „bis zur vollständigen Aufklärung des Sachverhalts von seinen Aufgaben zu entbinden und freizustellen.“
Helfricht ist Mitglied in der Karl-May-Gesellschaft und veröffentlicht regelmäßig zu entsprechenden Themen.
Jürgen Helfricht, ein Urenkel des Kunstmalers Josef Goller, lebt in Radebeul, ist verheiratet und hat einen Sohn, den Dirigenten Hermes Helfricht.

## Werke
- Vincenz Prießnitz (1799–1851) und die Rezeption seiner Hydrotherapie bis 1918. Ein Beitrag zur Geschichte der Naturheilbewegung. Matthiesen, Husum 2006, ISBN 978-3-7868-4105-0 (zugleich Dissertation an der Univerzita Palackého v Olomouci 2004 unter dem Titel: Der Pionier der Naturheilbewegung Vincenz Prießnitz (1799–1851) und die Rezeption seiner Hydrotherapie im deutschsprachigen Raum bis 1918).
- Marie Simon. Die deutsche Nightingale aus der sorbischen Lausitz. Notschriften Verlag, Radebeul 2024. (Zum Marie-Simon-Gedenkjahr 2024).

Seit 1987 verfasste Helfricht an die 70 Publikationen, u. a. Biografien und Bücher zu Dresden, Nachschlagewerke, Arbeiten zur Ganzheits- und Schulmedizin, zur Architektur-, Astronomie-, Kirchen-, Kultur- und Wirtschaftsgeschichte.